# Szerelem első vérig
A Szerelem első vérig egy 1985-ben készült és 1986-ban bemutatott magyar tinédzserfilm, amit Dobray György és Horváth Péter rendezett, Horváth Péter novellájából. A Szerelem trilógia első része. A film jeleneteit Szegeden, Szentesen és Budapesten forgatták.

## A forgatásról
Horváth Péter szegedi ifjúsági novellája alapján készült a film. A film főszerepeire ismeretlen, amatőr színészeket kerestek. A producer és rendező Budapesten sétálva szúrta ki Berencsi Attilát. A Gombócot alakító Czakó Ildikó akkor már ismert énekesnő volt, akire a zenei vonal hitelessége miatt volt szükség.

## Fogadtatása, utóélete
A filmet közel 1,5 millió néző látta a magyar mozikban. Két további folytatás is készült: a Szerelem második vérig (1988) és a Szerelem utolsó vérig (2002).
A film teljes körűen digitálisan felújított változata 2022. január 13-án került a mozikba.
A történetet 2015-ben regény formájában is kiadták.

## Cselekmény
Füge 18 éves srác, festőnek készül, ezenkívül szaxofonozik a kollégium egyik zenekarában. Egyik nap beleszeret Ágotába, a régésznek készülő osztálytársába. Mindketten a szegedi Tömörkény István Gimnázium és Művészeti Szakközépiskola végzős diákjai. Ágotának egy nap megjelenik régi szerelme, ezért Füge öngyilkosságot kísérel meg, de sikertelenül. Ezután elutazik különélő apjához tanácsot kérni.

## Szereplők
- Berencsi Attila („Füge” Fügedi Ferenc)
- Szilágyi Mariann (Farkas Ágota)
- Czakó Ildikó (Gombóc)
- Galambos Erzsi (Füge anyja)
- Ujlaki Dénes (Füge apja)
- Kovács Lajos (Lajos bá')
- Jászai Joli (Gizike néni, Ágota nagyanyja)
- Kállay Ilona (Ágota anyja)
- Holl István (Ágota apja)
- Székely B. Miklós (Herold)
- Epres Attila (Gyula)
- Olasz Ágnes (Phiorek Mari)
- Gyalog Eszter (Edit, Füge húga)
- Christine Harbort hangja: Mészöly Katalin, Mányai Zsuzsa

További szereplők: Alföldi Róbert, Árvai Attila, Bertalan Ágnes, Cvikovszki Gábor, Cserényi Béla, Csordás Éva, Dankó Dalma, Gróh Szilvia, Horváth Jenő, Hunyadkürti György, Karizs Béla, Kárpáti Andrea, Kun Vilmos, Lengyel Erzsi, Mezei Zoltán, Mohai Tamás, Móricz Krisztina, Müller Miklós, Olsavszky Éva, Szabó Imre, Szénászky Gábor, Vallai Péter, Vitai Ildikó

## Érdekességek
A filmben Berencsi Attila Epres Attila hangján szólal meg, aki a filmben Gyulát játssza, a közös jelenetükben emiatt Epres Attila Seress Zoltán hangján szólal meg.
A nagy sikerű 1980-as Házibuli és 1982-es Házibuli 2. filmek hatása megjelenik a történetben.

## Filmzene
A főcímdal Demjén Ferenc előadásában nagy sikert aratott, amit 1986-ban vettek fel a MAFILM Róna utcai zeneműtermében. A Magyar Hanglemezgyártó Vállalat (Hungaroton) először nem engedélyezte a kiadását, így azt a MAFILM filmgyár adta ki kislemezen, csupán 1000 példányban.